# Gyrophaena tenebrosa
Gyrophaena tenebrosa är en skalbaggsart som beskrevs av Thomas Casey 1906. Gyrophaena tenebrosa ingår i släktet Gyrophaena och familjen kortvingar. Inga underarter finns listade i Catalogue of Life.